# Kieshiechi
Kieshiechi ist ein Motu des Rongelap-Atolls der pazifischen Inselrepublik Marshallinseln.

## Geographie
Kieshiechi liegt am östlichen Arm des Atolls. Die Riffkrone verläuft vom südlichsten Punkt beim namengebenden Rongelap zunächst nach Norden und biegt bei Kieshiechi zunächst nach Osten um. Sie ist an dieser Stelle sehr schmal, wie auch bei den östlich benachbarten Inseln Mellu und Gogan. Dadurch gibt es in kurzem Abstand mehrere Passagen zur Lagune: Northeast Pass (Hokuto), Gogan Pass (Chiyorugan Passage) und Enybarbar Pass (Enibarubaru Passage), der Kieshiechi vom westlich benachbarten Enybarbar trennt. Die Insel ist unbewohnt und seit dem Kernwaffentest der Bravo-Bombe atomar verseucht.